# Лищиця волотиста
Лищиця волотиста, лещиця волотиста, перекотиполе (Gypsophila paniculata) — багаторічна трав'яниста рослина з роду лищиця родини гвоздикові.

## Опис
Заввишки 60–100 см. Рослина з довгим корінням з широким, розлогим зеленим стеблом, що створює кулясті кущі. Нижні листя рано в'януть, середні ланцетні або лінійно-ланцетні, довгі та загострені з 3–5 жилками, з воскоподібним нальотом.
Квітки дрібні в діаметрі 2 мм у широкій розлогій волоті, на ниткоподібних квітконіжках. Чашечка широка та дзвоникоподібна, близько 1,5 мм завдовжки. Пелюстки білі, удвічі довше чашечки. Плід — округла коробочка. Цвітіння відбувається влітку.
У надземної частини рослини виявлені вуглеводи та споріднені сполуки, фенолкарбонові кислоти та їх похідні, флавоноїди, вітамін С. Листя містять алкалоїди, вітамін С, флавоноїди. У квітках знайдені сапоніни, алкалоїди, флавоноїди, в насінні — сапоніни і жирну олію.

## Культивація
Виростає в степах, на піщаних ґрунтах, по узліссях соснових лісів. Звичайно зустрічається в чорноземній смузі, на північ від неї — рідко , тільки як заносне. Віддає перевагу сухим місцям — росте переважно в степах, на сухих луках, а також на вапняках; рідше у світлих соснових лісах.
Має своєрідну життєву форму — одну з форм адаптацій до посушливого клімату — так зване перекотиполе. Ця назва часто поширюється на саму рослину. Виражається це в наступному: після дозрівання насіння, висохле стебло переламується біля самої землі, і рослина, що має вигляд кулястого куща, перекочується вітром, поширюючи таким чином насіння.

## Використання
Волотиста лищиця має антимікробну, відхаркувальну, знеболювальну, проносну, блювотну та інсектицидну дію. У народній медицині водний настій з кореневищ використовують при простудних захворюваннях, при запальних процесах слизової оболонки шлунково-кишкового тракту.
У медичній практиці використовують кореневища з корінням, які викопують з серпня по листопад і швидко сушать, оскільки при повільній сушці різко знижується кількісний вміст сапонінів. Їх найбільший вміст зазначено в період повного дозрівання плодів. Як лікарську сировину також використовують траву (стебла, листя, квітки), зібрані під час цвітіння рослини. Крім того, використовується в харчовій промисловості для виготовлення шипучих напоїв, халви, кремів.
Рослина отруйна, і внутрішнє застосування вимагає суворого дотримання дозування. Отруєння настає в результаті передозування препарату (розвивається нудота, блювання, болі в животі). У цьому випадку необхідно промити шлунок активованим вугіллям в 2 %-ному розчині гідрокарбонату натрію, крохмальна слиз, при блюванні — шматочки льоду всередину.
Декоративна рослина. Махрові форми розводять у квітниках. Добре закріплює піски завдяки потужній кореневій системі. Медонос. Коріння застосовують у свинцево-цинкової промисловості для абсорбування шкідливих для людського організму свинцевих випарів. Застосовують його також у текстильній, цукрової, харчової промисловості та при пожежогасінні. У коренях від 6 до 20 % сапонінів, що дають стійку піну. Це гарний мийний засіб, що застосовується для промивання овечої вовни, прання вовняних тканин, зарядки вогнегасників. У побуті траву волотистої лещиці використовують для винищення мух, а також як сурогат мила (подрібнена рослина з водою дає піну).

## Поширення
Розповсюджено практично по всій степовій зоні Євразії, зокрема в Україні.